# Krasnyje vorota (stanice metra v Moskvě)
Krasnye vorota (rusky Красные ворота, česky Rudá brána) je stanice moskevského metra.

## Charakteristika stanice
Stanice se znovuobnoveným názvem (od vybudování druhého vestibulu v roce 1954 byla přejmenována na Lermontovskou) se nachází na lince Sokolničeskaja, na jejím křížení se Sadovým okruhem na náměstí Krasnye vorota. Otevřena byla spolu se stanicí Komsomolskaja15. května 1935. Stanice je vybudována podle projektu I. A. Fomina, spoluautorem návrhu byl N. N. Andrikanis. Architektonický návrh stanice získal v roce 1938 cenu Grand Prix na Světové výstavě v Paříži. Stanice je vyzdobena čtyřmi druhy mramoru v barvě rudé, šedé, bílé a žluté.
Vestibuly stanice jsou umístěny po obou stranách Sadového okruhu - vestibul na jeho vnitřní straně má tvar stylizované lastury a pochází z ateliéru N.A.Ladovského, vestibul na Lermontovské ulici byl vybudován v roce 1954 podle návrhu A.N.Duškina. Tento vestibul je vestavěn do přízemí 138 metrů vysoké budovy Ministerstva těžkého průmyslu a jeho vybudování představovalo – vinou tekoucího gruntu – mimořádně komplikovaný technický problém. Technika zamražení, obvyklá pro ražení tunelů v tekoucích gruntech vede při jejich rozmrznutí ke změnám povrchu. Pro výškovou budovu proto bylo rozhodnuto tento faktor zahrnout do projektu a stavět její skelet nakloněný tak, aby s rozmrznutím bylo vychýlení vykompenzováno.
Stanice patří k nejvkusněji vyzdobeným v moskevském metru poloviny třicátých let.